# Saison 2014-2015 de la LHO
 (juin 2022).
Si vous disposez d'ouvrages ou d'articles de référence ou si vous connaissez des sites web de qualité traitant du thème abordé ici, merci de compléter l'article en donnant les références utiles à sa vérifiabilité et en les liant à la section « Notes et références ».
Saison précédente Saison suivante
La saison 2014-2015 est la 35e saison de hockey sur glace de la Ligue de hockey de l'Ontario (LHO). Le gagnant remporte la Coupe J.-Ross-Robertson.

## Saison régulière

### Conférence de l'Est
| Clt   | Équipe                 | PJ | V  | D  | DP | DF | BP  | BC  | Pts |
| ----- | ---------------------- | -- | -- | -- | -- | -- | --- | --- | --- |
| +001, | Generals d'Oshawa      | 68 | 51 | 11 | 2  | 4  | 292 | 157 | 104 |
| +002, | 67 d'Ottawa            | 68 | 38 | 25 | 4  | 1  | 239 | 220 | 81  |
| +003, | Frontenacs de Kingston | 68 | 32 | 28 | 5  | 3  | 196 | 197 | 72  |
| +004, | Bulls de Belleville    | 68 | 27 | 33 | 3  | 5  | 203 | 246 | 62  |
| +005, | Petes de Peterborough  | 68 | 26 | 36 | 1  | 5  | 203 | 268 | 58  |

- Champion de Conférence
- Qualifié pour les séries éliminatoires

| Clt   | Équipe                    | PJ | V  | D  | DP | DF | BP  | BC  | Pts |
| ----- | ------------------------- | -- | -- | -- | -- | -- | --- | --- | --- |
| +001, | Colts de Barrie           | 68 | 41 | 24 | 1  | 2  | 278 | 227 | 85  |
| +002, | Battalion de North Bay    | 68 | 37 | 20 | 6  | 5  | 237 | 195 | 85  |
| +003, | IceDogs de Niagara        | 68 | 37 | 27 | 2  | 2  | 274 | 237 | 78  |
| +004, | Steelheads de Mississauga | 68 | 25 | 40 | 2  | 1  | 178 | 265 | 53  |
| +005, | Wolves de Sudbury         | 68 | 12 | 54 | 1  | 1  | 149 | 323 | 26  |

- Meneur de sa division
- Qualifié pour les séries éliminatoires

### Conférence de l'Ouest
| Clt   | Équipe               | PJ | V  | D  | DP | DF | BP  | BC  | Pts |
| ----- | -------------------- | -- | -- | -- | -- | -- | --- | --- | --- |
| +001, | Otters d'Érié        | 68 | 50 | 14 | 2  | 2  | 331 | 212 | 104 |
| +002, | Knights de London    | 68 | 40 | 24 | 1  | 3  | 289 | 260 | 84  |
| +003, | Storm de Guelph      | 68 | 38 | 26 | 2  | 2  | 237 | 237 | 80  |
| +004, | Attack d'Owen Sound  | 68 | 35 | 24 | 2  | 7  | 240 | 211 | 79  |
| +005, | Rangers de Kitchener | 68 | 32 | 26 | 3  | 7  | 216 | 221 | 74  |

- Meneur de sa division
- Qualifié pour les séries éliminatoires

| Clt   | Équipe                           | PJ | V  | D  | DP | DF | BP  | BC  | Pts |
| ----- | -------------------------------- | -- | -- | -- | -- | -- | --- | --- | --- |
| +001, | Greyhounds de Sault-Sainte-Marie | 68 | 54 | 12 | 0  | 2  | 342 | 196 | 110 |
| +002, | Sting de Sarnia                  | 68 | 29 | 32 | 4  | 3  | 232 | 263 | 65  |
| +003, | Spirit de Saginaw                | 68 | 29 | 36 | 2  | 1  | 212 | 271 | 61  |
| +004, | Whalers de Plymouth              | 68 | 23 | 38 | 5  | 2  | 195 | 255 | 53  |
| +005, | Spitfires de Windsor             | 68 | 24 | 40 | 2  | 2  | 223 | 305 | 52  |

- Champion de Conférence
- Qualifié pour les séries éliminatoires

### Meilleurs pointeurs
| Joueur            | Équipe            | PJ | B  | A  | Pts | Pun |
| ----------------- | ----------------- | -- | -- | -- | --- | --- |
| Dylan Strome      | Otters d'Érié     | 68 | 45 | 84 | 129 | 32  |
| Mitchell Marner   | Knights de London | 63 | 44 | 82 | 126 | 53  |
| Connor McDavid    | Otters d'Érié     | 47 | 44 | 76 | 120 | 48  |
| Joseph Blandisi   | Colts de Barrie   | 68 | 52 | 60 | 112 | 126 |
| Christian Dvorak  | Knights de London | 66 | 41 | 68 | 109 | 24  |
| Kevin Labanc      | Colts de Barrie   | 68 | 31 | 76 | 107 | 55  |
| Alex DeBrincat    | Otters d'Érié     | 68 | 51 | 53 | 104 | 73  |
| Andrew Mangiapane | Colts de Barrie   | 68 | 43 | 61 | 104 | 54  |
| Max Domi          | Knights de London | 57 | 32 | 70 | 102 | 66  |
| Tyler Bertuzzi    | Storm de Guelph   | 68 | 43 | 55 | 98  | 91  |

### Meilleurs gardiens
| Joueur            | Équipe                           | PJ | Min   | V  | D  | DP | DF | Bl | Moy  | %Arr |
| ----------------- | -------------------------------- | -- | ----- | -- | -- | -- | -- | -- | ---- | ---- |
| Ken Appleby       | Generals d'Oshawa                | 50 | 2 935 | 38 | 7  | 0  | 4  | 6  | 2,08 | 92.4 |
| Lucas Peressini   | Frontenacs de Kingston           | 59 | 3 413 | 30 | 20 | 3  | 3  | 5  | 2,32 | 92.2 |
| Brandon Halverson | Greyhounds de Sault-Sainte-Marie | 50 | 2 784 | 40 | 5  | 0  | 2  | 6  | 2,63 | 91.3 |
| Liam Herbst       | 67 d'Ottawa                      | 39 | 2 170 | 24 | 8  | 3  | 1  | 3  | 2,76 | 90.1 |
| Jake Smith        | Battalion de North Bay           | 56 | 3 305 | 28 | 18 | 5  | 5  | 4  | 2,78 | 89.6 |

## Séries éliminatoires
|  | Huitièmes de finale              | Huitièmes de finale    |                                  |   | Quarts de finale | Quarts de finale |  |  | Demi-finales | Demi-finales |  |  | Finale | Finale |
|  | Huitièmes de finale              | Huitièmes de finale    |                                  |   | Quarts de finale | Quarts de finale |  |  | Demi-finales | Demi-finales |  |  | Finale | Finale |
|  |                                  |                        |                                  |   |                  |                  |  |  |              |              |  |  |        |        |
|  |                                  |                        |                                  |   |                  |                  |  |  |              |              |  |  |        |        |
|  |                                  |                        |                                  |   |                  |                  |  |  |              |              |  |  |        |        |
|  | Generals d'Oshawa                | 4                      |                                  |   |                  |                  |  |  |              |              |  |  |        |        |
|  | Generals d'Oshawa                | 4                      |                                  |   |                  |                  |  |  |              |              |  |  |        |        |
|  | Petes de Peterborough            | 1                      |                                  |   |                  |                  |  |  |              |              |  |  |        |        |
|  | Petes de Peterborough            | 1                      | Generals d'Oshawa                | 4 |                  |                  |  |  |              |              |  |  |        |        |
|  |                                  |                        | Generals d'Oshawa                | 4 |                  |                  |  |  |              |              |  |  |        |        |
|  |                                  | IceDogs de Niagara     | 1                                |   |                  |                  |  |  |              |              |  |  |        |        |
|  | Colts de Barrie                  | IceDogs de Niagara     | 1                                | 4 |                  |                  |  |  |              |              |  |  |        |        |
|  | Colts de Barrie                  |                        |                                  | 4 |                  |                  |  |  |              |              |  |  |        |        |
|  | Bulls de Belleville              | 0                      |                                  |   |                  |                  |  |  |              |              |  |  |        |        |
|  | Bulls de Belleville              | 0                      | Generals d'Oshawa                | 4 |                  |                  |  |  |              |              |  |  |        |        |
|  |                                  |                        | Generals d'Oshawa                | 4 |                  |                  |  |  |              |              |  |  |        |        |
|  |                                  | Battalion de North Bay | 2                                |   |                  |                  |  |  |              |              |  |  |        |        |
|  | Battalion de North Bay           | Battalion de North Bay | 2                                | 4 |                  |                  |  |  |              |              |  |  |        |        |
|  | Battalion de North Bay           |                        |                                  | 4 |                  |                  |  |  |              |              |  |  |        |        |
|  | Frontenacs de Kingston           | 0                      |                                  |   |                  |                  |  |  |              |              |  |  |        |        |
|  | Frontenacs de Kingston           | 0                      | Colts de Barrie                  | 1 |                  |                  |  |  |              |              |  |  |        |        |
|  |                                  |                        | Colts de Barrie                  | 1 |                  |                  |  |  |              |              |  |  |        |        |
|  |                                  | Battalion de North Bay | 4                                |   |                  |                  |  |  |              |              |  |  |        |        |
|  | 67 d'Ottawa                      | Battalion de North Bay | 4                                | 2 |                  |                  |  |  |              |              |  |  |        |        |
|  | 67 d'Ottawa                      |                        |                                  | 2 |                  |                  |  |  |              |              |  |  |        |        |
|  | IceDogs de Niagara               | 4                      |                                  |   |                  |                  |  |  |              |              |  |  |        |        |
|  | IceDogs de Niagara               | 4                      | Generals d'Oshawa                | 4 |                  |                  |  |  |              |              |  |  |        |        |
|  |                                  |                        | Generals d'Oshawa                | 4 |                  |                  |  |  |              |              |  |  |        |        |
|  |                                  | Otters d'Érié          | 1                                |   |                  |                  |  |  |              |              |  |  |        |        |
|  | Greyhounds de Sault-Sainte-Marie | Otters d'Érié          | 1                                | 4 |                  |                  |  |  |              |              |  |  |        |        |
|  | Greyhounds de Sault-Sainte-Marie |                        |                                  | 4 |                  |                  |  |  |              |              |  |  |        |        |
|  | Spirit de Saginaw                | 0                      |                                  |   |                  |                  |  |  |              |              |  |  |        |        |
|  | Spirit de Saginaw                | 0                      | Greyhounds de Sault-Sainte-Marie | 4 |                  |                  |  |  |              |              |  |  |        |        |
|  |                                  |                        | Greyhounds de Sault-Sainte-Marie | 4 |                  |                  |  |  |              |              |  |  |        |        |
|  |                                  | Storm de Guelph        | 0                                |   |                  |                  |  |  |              |              |  |  |        |        |
|  | Otters d'Érié                    | Storm de Guelph        | 0                                | 4 |                  |                  |  |  |              |              |  |  |        |        |
|  | Otters d'Érié                    |                        |                                  | 4 |                  |                  |  |  |              |              |  |  |        |        |
|  | Sting de Sarnia                  | 1                      |                                  |   |                  |                  |  |  |              |              |  |  |        |        |
|  | Sting de Sarnia                  | 1                      | Greyhounds de Sault-Sainte-Marie | 2 |                  |                  |  |  |              |              |  |  |        |        |
|  |                                  |                        | Greyhounds de Sault-Sainte-Marie | 2 |                  |                  |  |  |              |              |  |  |        |        |
|  |                                  | Otters d'Érié          | 4                                |   |                  |                  |  |  |              |              |  |  |        |        |
|  | Knights de London                | Otters d'Érié          | 4                                | 4 |                  |                  |  |  |              |              |  |  |        |        |
|  | Knights de London                |                        |                                  | 4 |                  |                  |  |  |              |              |  |  |        |        |
|  | Rangers de Kitchener             | 2                      |                                  |   |                  |                  |  |  |              |              |  |  |        |        |
|  | Rangers de Kitchener             | 2                      | Otters d'Érié                    | 4 |                  |                  |  |  |              |              |  |  |        |        |
|  |                                  |                        | Otters d'Érié                    | 4 |                  |                  |  |  |              |              |  |  |        |        |
|  |                                  | Knights de London      | 0                                |   |                  |                  |  |  |              |              |  |  |        |        |
|  | Storm de Guelph                  | Knights de London      | 0                                | 4 |                  |                  |  |  |              |              |  |  |        |        |
|  | Storm de Guelph                  |                        |                                  | 4 |                  |                  |  |  |              |              |  |  |        |        |
|  | Attack d'Owen Sound              | 1                      |                                  |   |                  |                  |  |  |              |              |  |  |        |        |
|  | Attack d'Owen Sound              | 1                      |                                  |   |                  |                  |  |  |              |              |  |  |        |        |

## Trophées LHO
| Coupe J.-Ross-Robertson, remis au vainqueur des séries éliminatoires :                                | Generals d'Oshawa                                   |
| Trophée Hamilton Spectator, remis au champion de la saison régulière :                                | Greyhounds de Sault-Sainte-Marie                    |
| Trophée Bobby-Orr, remis au vainqueur de la finale de la Conférence de l'Est :                        | Generals d'Oshawa                                   |
| Trophée Wayne-Gretzky, remis au vainqueur de la finale de la Conférence de l'Ouest :                  | Otters d'Érié                                       |
| Trophée Emms, remis au champion de la Division Centrale en saison régulière :                         | Colts de Barrie                                     |
| Trophée Leyden, remis au champion de la Division Est en saison régulière :                            | Generals d'Oshawa                                   |
| Trophée Holody, remis au champion de la Division Mid-Ouest en saison régulière :                      | Otters d'Érié                                       |
| Trophée Bumbacco, remis au champion de la Division Ouest en saison régulière :                        | Greyhounds de Sault-Sainte-Marie                    |
| Trophée Red-Tilson, remis au meilleur joueur :                                                        | Connor McDavid (Otters d'Érié)                      |
| Trophée Eddie-Powers, remis au meilleur pointeur :                                                    | Dylan Strome (Otters d'Érié)                        |
| Trophée Matt-Leyden, remis au meilleur entraîneur :                                                   | Sheldon Keefe (Greyhounds de Sault-Sainte-Marie)    |
| Trophée Jim-Mahon, remis à l'ailier droit qui inscrit le plus de buts :                               | Mitchell Marner (Knights de London)                 |
| Trophée Max-Kaminsky, remis au meilleur défenseur :                                                   | Anthony DeAngelo (Greyhounds de Sault-Sainte-Marie) |
| Prix du gardien de la saison de la LHO, remis au meilleur gardien :                                   | Lucas Peressini (Frontenacs de Kingston)            |
| Trophée Jack-Ferguson, remis au premier choix de repêchage de la LHO :                                | David Levin (Wolves de Sudbury)                     |
| Trophée Dave-Pinkney, remis aux gardiens de l'équipe ayant encaissé le moins de but :                 | Ken Appleby et Jeremy Brodeur (Generals d'Oshawa)   |
| Prix du dirigeant de la saison de la LHO, remis au meilleur dirigeant :                               | non décerné                                         |
| Trophée de la famille Emms, remis à la meilleure recrue :                                             | Alex DeBrincat (Otters d'Érié)                      |
| Trophée F.-W.-« Dinty »-Moore, remis au gardien recrue ayant la plus basse moyenne de buts alloués :  | Michael McNiven (Attack d'Owen Sound)               |
| Trophée Dan-Snyder, remis au joueur ayant démontré la meilleure implication auprès de sa communauté : | Nick Paul (Battalion de North Bay)                  |
| Trophée William-Hanley, remis au joueur ayant le meilleur esprit sportif :                            | Dylan Strome (Otters d'Érié)                        |
| Trophée Leo-Lalonde, remis au meilleur joueur sur-âgé :                                               | Joseph Blandisi (Colts de Barrie)                   |
| Trophée Bobby-Smith, remis au meilleur joueur étudiant :                                              | Connor McDavid (Otters d'Érié)                      |
| Trophée Roger-Neilson, remis au meilleur joueur Universitaire :                                       | Justin Nichols (Storm de Guelph)                    |
| Trophée Ivan-Tennant, remis au meilleur joueur de niveau High School :                                | Stephen Dhillon (IceDogs de Niagara)                |
| Trophée Mickey-Renaud, remis au meilleur capitaine :                                                  | Max Domi (Knights de London)                        |
| Trophée Tim Adams :                                                                                   | Ryan McLeod (Marlboros de Toronto)                  |
| Trophée Wayne-Gretzky 99, remis au meilleur joueur en série éliminatoire :                            | Connor McDavid (Otters d'Érié)                      |